# Billy Boyd
Billy Boyd (født 28. august 
1968) er en skotsk skuespiller, der er mest kendt for at spille Peregrin 'Pippin' Toker i Peter Jacksons film-trilogi Ringenes Herre.

## Filmografi
| Film        | Film                                                                              | Film                    | Film                     |
| År          | Film                                                                              | Rolle                   | Andet                    |
| ----------- | --------------------------------------------------------------------------------- | ----------------------- | ------------------------ |
| 1998        | The Soldier's Leap                                                                | Postman                 | Kortfilm                 |
| 1998        | Urban Ghost Story                                                                 | Loan Shark              |                          |
| 1999        | Julie and the Cadillacs                                                           | Jimmy Campbell          |                          |
| 2001        | Ringenes Herre: Eventyret om Ringen                                               | Peregrin 'Pippin' Toker |                          |
| 2002        | Ringenes Herre: De to Tårne                                                       | Peregrin 'Pippin' Toker |                          |
| 2003        | Master and Commander: The Far Side of the World                                   | Barret Bonden           |                          |
| 2003        | Ringenes Herre: Kongen vender tilbage                                             | Peregrin 'Pippin' Toker |                          |
| 2004        | Seed of Chucky                                                                    | Glen/Glenda Ray         | Stemme                   |
| 2005        | On a Clear Day                                                                    | Danny                   |                          |
| 2005        | Stories of Lost Souls                                                             | The Gunner              | Segment: Sniper 470      |
| 2005        | Midsummer Dream                                                                   | Puck                    | Stemme                   |
| 2006        | The Flying Scotsman                                                               | Malky                   |                          |
| 2007        | Save Angel Hope                                                                   | Vince Sandhurst         | Tv-film                  |
| 2008        | Stone of Destiny                                                                  | Bill Craig              |                          |
| 2009        | Jusqu'à toi                                                                       | Rufus                   |                          |
| 2010        | Pimp                                                                              | Chief                   |                          |
| 2010        | Glenn, the Flying Robot                                                           | Jack                    |                          |
| 2011        | Irvine Welsh's Ecstasy                                                            | Woodsy                  |                          |
| 2012        | The Forger                                                                        | Bernie                  |                          |
| 2012        | Dorothy and the Witches of Oz                                                     | Nick Chopper            |                          |
| 2012        | Space Milkshake                                                                   | Anton                   |                          |
| Television  |                                                                                   |                         |                          |
| År          | Titel                                                                             | Rolle                   | Noter                    |
| 1996        | Taggart                                                                           | Jamie Holmes            | Afsnit: Dead Man's Chest |
| 1999        | Coming Soon                                                                       | Ross                    | Miniserie                |
| 2002        | Still Game                                                                        | Bearded Man             | Afsnit: Faimly           |
| 2004        | Instant Credit                                                                    | Frankie                 | Tv-kortfilm              |
| 2008        | Empty                                                                             | Tony                    | 6 afsnit                 |
| 2011        | Moby Dick                                                                         | Elijah                  |                          |
| 2012        | Casualty                                                                          | Duncan Jessup           | 1 afsnit                 |
| Video games |                                                                                   |                         |                          |
| År          | Titel                                                                             | Rolle                   | Noter                    |
| 2003        | The Lord of the Rings: The Return of the King                                     | Peregrin 'Pippin' Toker |                          |
| 2006        | The Lord of the Rings: The Battle for Middle-earth II: The Rise of the Witch King | Peregrin 'Pippin' Toker |                          |
| 2013        | Lego The Lord of the Rings (video game)                                           | Peregrin 'Pippin' Toker |                          |